# Айрън (окръг, Мичиган)
Вижте пояснителната страница за други значения на Айрън.
Окръг Айрън (на английски: Iron County) е окръг в щата Мичиган, Съединени американски щати. Площта му е 3136 km². Според преброяването през 2020 г. населението е 11 631. Административен център е град Кристъл Фолс.

## История
Окръг Айрън е организиран през 1885 г., като територия е разделена от окръзите Маркет и Меномини. През 1890 г. населението на окръга е 4 432 души. Той е кръстен на ценната желязна руда, открита в неговите граници. 

## География
Според Бюрото за преброяване на населението на САЩ, окръгът има площ от 1 211 квадратни мили (3 140 km 2 ), от които 1 166 квадратни мили (3 020 km 2) са земя и 45 квадратни мили (120 km 2) (3,7%) са вода. Заедно с окръг Дикинсън, той е един от само двата окръга без излаз на море в Горния полуостров на Мичиган.

## Съседни окръзи
- Окръг Хоутън (север)
- Окръг Барага (север)
- Окръг Маркет (североизток)
- Окръг Дикинсън (изток)
- Окръг Флорънс, Уисконсин (югоизток)
- Окръг Форест, Уисконсин (юг)
- Окръг Вилас, Уисконсин (югозапад)
- Окръг Гогибик (запад)
- Окръг Онтонагон (северозапад)